# Червяков, Александр Дмитриевич
Алекса́ндр Дми́триевич Червяко́в (22 октября 1930, дер. Червяковы, Нижегородский край — 20 августа 2012, Киров) — председатель колхоза «Путь Ленина» Котельничского района Кировской области, выдающийся организатор сельскохозяйственного производства, видный общественный деятель, дважды Герой Социалистического Труда (1976, 1986), Заслуженный работник сельского хозяйства РСФСР (1991).

## Биография
Родился 22 октября 1930 года в деревне Червяковы.
Служил в армии. В 1976 году окончил Кировский сельскохозяйственный техникум по специальности «агрономия».
С 1956 года работал председателем ордена Трудового Красного знамени колхоза «Путь Ленина» Котельничского района Кировской области. В число известных и знаменитых колхоз в своё время вышел благодаря льну.
Член КПСС. Работал инструктором Макарьевского РК КПСС Котельничского района. Был делегатом IV съезда колхозников, членом областного совета колхозов.
Умер в Кирове 20 августа 2012 года на 82-м году жизни.

## Награды и звания
- Дважды Герой Социалистического Труда.
- Награды: три ордена Ленина, орден Трудового Красного Знамени, орден «Знак Почёта», медали (в том числе «За доблестный труд в Великой Отечественной войне»).
- Заслуженный работник сельского хозяйства РСФСР (2 декабря 1991 года) — за заслуги в области сельского хозяйства и достигнутые трудовые успехи[3].
- Почетный гражданин Кировской области (1996, первый обладатель звания)[4].

## Память
- В хозяйстве колхоза установлен его бронзовый скульптурный бюст при жизни.
- Автор книги: «О времени и о себе»[5].
- Отмечалось 75-летие со дня рождения А. Д. Червякова[6].
- В Котельниче сельскохозяйственный техникум назван его именем.

## Комментарии
1. ↑  Деревня Червяковы входила в состав Киселевского сельсовета Макарьевского (в 1929—1931 и 1935—1956 годы) и Котельничского (в 1931—1935 и с 1956 года) районов Кировской области; упразднена 22.2.1982[1].